# Alexander Sergejewitsch Iwantschenkow

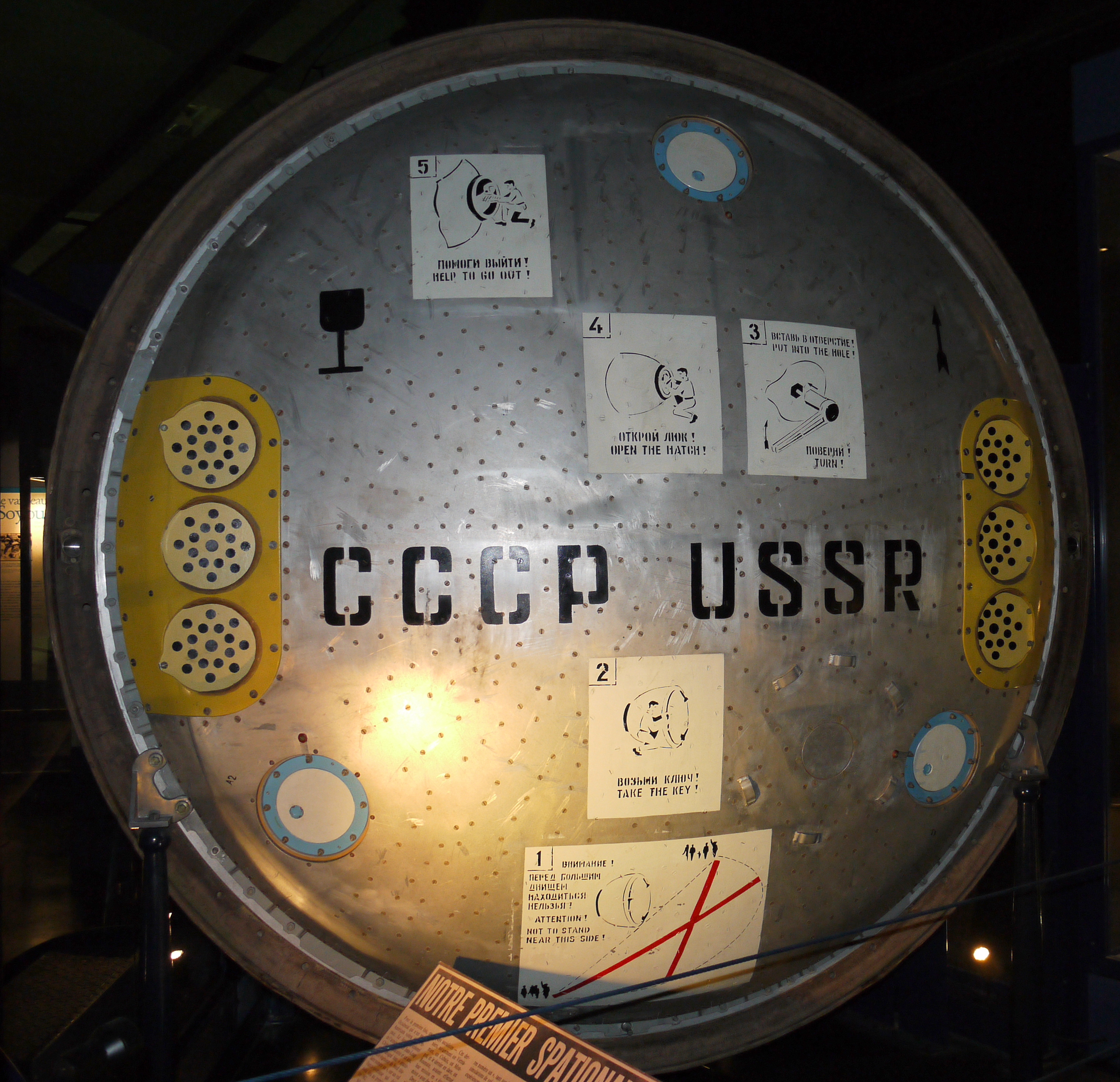
Rückkehrmodul Sojus T-6 im Musée de l’air et de l’espace in Le Bourget

Alexander Sergejewitsch Iwantschenkow (russisch Александр Сергеевич Иванченков; * 28. September 1940 in Iwantejewka, Oblast Moskau, Russische SFSR) ist ein ehemaliger sowjetischer Kosmonaut.

## Ausbildung
Der Ingenieur schloss sein Studium am Moskauer Staatlichen Luftfahrtinstitut des Ministeriums für Luftfahrtindustrie ab.

## Raumfahrertätigkeit
Bereits 1970 ins Kosmonautenprogramm aufgenommen, erfolgte die Auswahl als Kosmonaut am 27. März 1973 durch die Staatliche Zwischenbehördliche Kommission. 1975 war Iwantschenkow Mitglied der Unterstützungsmannschaft des Apollo-Sojus-Projekts. Er war Ersatzmann für weitere Sojus-Missionen. Gleichzeitig war Alexander Iwantschenkow bei NPO Energija als Ingenieur angestellt.
1978 flog Alexander Iwantschenkow als Bordingenieur von Sojus 29 mit Wladimir Kowaljonok als zweite Stammbesatzung (Saljut 6 EO-2) zur Raumstation Saljut 6. Am 29. Juli 1978 führte Iwantschenkow eine EVA durch, um Geräte und Experimente zu bergen. Während ihrer Zeit als Stammbesatzung an Bord von Saljut 6 empfingen sie die Besucher von Sojus 30 (Pjotr Klimuk und Mirosław Hermaszewski). Als sich die Lebensdauer des Raumschiffes Sojus 29 dem Ende näherte, brachte die nächste Besuchsmannschaft (Waleri Bykowski und Sigmund Jähn) mit Sojus 31 ein neues Raumschiff und nahm Sojus 29 zur Erde zurück. Als Gastgeber des Besuchs von Jähn an Bord von Saljut 6 wurden Kowaljonok und Iwantschenkow später mit dem Ehrentitel Held der DDR ausgezeichnet. Kowaljonok und Iwantschenkow landeten mit Sojus 31 nach 139 Tagen im All. Damit hatten sie einen neuen Dauerrekord im Weltraum aufgestellt.
Seinen zweiten Raumflug absolvierte Iwantschenkow 1982 ebenfalls als Bordingenieur der ersten Gastmannschaft von Saljut 7. Zubringerschiff war Sojus T-6. Als Begleiter des ersten französischen Kosmonauten Jean-Loup Chrétien wurde er zum Ritter der Ehrenlegion ernannt.
Alexander Iwantschenkow wurde als Kosmonaut in das Buran-Programm aufgenommen und absolvierte erste Trainings. Nachdem das Projekt 1993 aufgegeben worden war, schied Iwantschenkow aus dem Kosmonautenkorps aus.
Seit dem 3. November 1993 ist Iwantschenkow Stellvertretender Direktor der Abteilung 29 des Hauptkonstruktionsbüros bei RKK Energija.
Iwantschenkow ist verheiratet und hat eine Tochter.

## Auszeichnungen (Auswahl)
- Held der Sowjetunion, 1978, 1982
- Leninorden, 1978, 1982
- Held der DDR, 1978
- Leibniz-Medaille, 1979